# عبد الله إمام
عبد الله إمام (1926- 29 يونيو 2003) هو كاتب ومؤرخ مصري راحل ، يعد أحد كبار مؤرخي الحركة الناصرية والعهد الناصري، كان والده مفتياً للمغرب إبان حكم الملك محمد الخامس، ومن علماء الأزهر الشريف، وتوفي ودفن هناك، وشقيقه هو الدكتور إمام عبد الفتاح إمام أستاذ الفلسفة بجامعة عين شمس ومؤلف مصري.

## حياته
عبد الله عبد الفتاح إمام ولد سنة 1926 في أحدي قري المغرب، أنتقل بعدها للعيش في أحدي قري محافظة الشرقية، ظل طيلة حياته وافياً للحركة الناصرية حتى وفاته. كما كان أحد خصوم جماعة الأخوان حتى آخر لحظة في حياته، يعد عبد الله إمام أحد كبار مؤرخي الحركة الناصرية إذ كتب مذكرات معظم قادة الثورة المصرية بعد خروجهم من السجون التي سجنهم فيها الرئيس الراحل أنور السادات، فيما عرف بقضية مراكز القوى في 15 مايو (أيار) عام 1971، بعد 7 أشهر من وفاة سلفه جمال عبد الناصر.
أثارت المذكرات التي أعدها الكاتب الراحل لقادة ثورة يوليو، وخاصة مذكرات رئيس المخابرات المصرية الأسبق صلاح نصر، ونائب الرئيس علي صبري، وكمال الدين وسامي شرف ووجيه أباظة، جدلا شديدا في الحياة السياسية المصرية، وفجرت العديد من القضايا حول ممارسات عبد الناصر والسادات. لكن عبد الله امام ظل مدافعا عن عبد الناصر وثورة يوليو حتى آخر نفس في حياته.

## من كتبه
- على صبرى يتذكر: بصراحة عن السادات

1979.
- حقيقة السادات

1985.
- الفريق محمد فوزي: النكسة، الاستنزاف، السجن

2001.
- ديمقراطية ثورة يوليو

2003.
- سنوات وأيام مع عبد الناصر: كيف حكم مصر : سامي شرف يتحدث إلى عبد الله إمام

2018.
- الافتراء على ثورة يوليو

2003.
- جيهان : حياة السيدة الأولى : سنوات في ظل السادات

2001.
- انقلاب السادات : الطريق الى كرسى الرئاسة : احداث مايو 1971

2000.
- وجيه اباظة : 10 سنوات في الحكم

1995.
- انقلاب 15 مايو: القصة الكاملة

1983.
- الافتراء على ثورة يوليو 2003.
- جيهان.. حياة السيدة الأولى في ظل السادات 2002.
- حياتي في الصحافة 2000.
- حكايات عن عبد الناصر.
- عبد الناصر والأخوان المسلمون.[2]
- ناصر وعامر.
- صلاح نصر - الثورة... المخابرات.. النكسة 1999.[3]
- ليبيا.. الشارع الطويل.
- عبد الناصر... كيف حكم مصر 1998.
- عامر وبرلنتي.. فصول جديدة في قصة.
- الناصرية - دراسة في فكر جمال عبد الناصر

## وفاته
توفي الكاتب عبد الله إمام في 29 يونيو 2003 عن عمر ناهز 77 عاما، وذلك بعد وعكة صحية نقل على إثرها إلى مستشفى قصر العيني، وشيعت جثمانه بتاريخ 30 يونيو 2003 من مسجد السيدة زينب بالقاهرة.